# Daltrozów
Daltrozów es un pueblo de Polonia, en Mazovia.  Se encuentra en el distrito (Gmina) de Promna, perteneciente al condado (Powiat) de Białobrzegi. Se encuentra aproximadamente a 6 km al norte de Promna, 10 km al norte de Białobrzegi, y a 54 km  al sur de Varsovia. 
Entre 1975 y 1998 perteneció al voivodato de Radom.